# Fontána u svatého Eustacha
Fontána u svatého Eustacha (francouzsky fontaine de la pointe Saint-Eustache) nebo též Tantalova fontána (fontaine de Tantale) je zaniklá fontána v Paříži. Fontána získala svůj název podle nedalekého kostela Svatého Eustacha. Nacházela se na rohu ulic Rue Montmartre a Rue Montorgueil.

## Historie
Pro zásobování vodou čtvrti Les Halles byla první kašna ve středověku umístěna u pranýře a kříže uprostřed náměstí, jihovýchodně od kostela sv. Eustacha. V roce 1601 byla přestavěna. Tato kašna nazývaná Halles-des-Champeaux byla zbořena na konci 18. století, snad ve stejné době (1785) jako pranýř.
O instalaci nové fontány u kostela sv. Eustacha bylo rozhodnuto již za vlády Ludvíka XVI., ale k realizaci došlo až po téměř dvaceti letech. Za prvního císařství bylo 2. května 1806 rozhodnuto postavit v Paříži 15 nových fontán. Tak vznikly Feláhova fontána, fontána Censier, Palmová fontána nebo Lédina fontána. Výzdobou fontány u sv. Eustacha byl pověřen sochař Pierre-Nicolas Beauvallet, který vytvořil i Martovu a Feláhovu fontánu. Do fontány dodávalo vodu čerpadlo ze Seiny u pahorku Chaillot a u katedrály Notre Dame. Fontána byla po dvaceti letech od zřízení ve špatném stavu a proto byla v roce 1855 odstraněna.

## Popis
Fontána se skládala z půlkruhového bazénu (se lví hlavou jako přepadem) a z niky zakončené frontonem. Ve výklenku voda tekla z lastury do vázy se dvěma úchyty a z vázy voda protékala dvěma chimérami pod vázou do hlavní nádrže. Váza byla ozdobena basreliéfem představujícím nymfu dávající pít Amorovi.
Fronton byl zdoben podobně jako u Lédiny fontány orlem s roztaženými křídly, symbolem císařství s vavřínovým věncem napodobující antický basreliéf pod portikem baziliky Svatých apoštolů v Římě. Na rozdíl od obvyklých maskaronů chrlících vodu ve většině fontán, zde byla tvář vousatého muže korunována ovocem, která měla jen dekorativní funkci. Protože se tvář muže nacházela nad úrovní vodní hladiny, připomínala mytologického Tantala, takže se fontána nazývala též Tantalova.